# Gulariya Bhindara
Gulariya Bhindara es un pueblo y nagar Panchayat situado en el distrito de Pilibhit en el estado de Uttar Pradesh (India). Su población es de 6172 habitantes (2011). 

## Demografía
Según el censo de 2011 la población de Gulariya Bhindara era de 6172 habitantes, de los cuales 3229 eran hombres y 2943 eran mujeres. Gulariya Bhindara tiene una tasa media de alfabetización del 67%, inferior a la media estatal del 67,68%: la alfabetización masculina es del 74%, y la alfabetización femenina del 59,20%.